# Bujar Lika
Bujar Lika, född 11 augusti 1992 i Ferizaj i Folkrepubliken Jugoslavien, är en albansk fotbollsspelare (försvarare) som spelar för den Schweiziska klubben Grasshopper.